# ۱۲۱۷ (قمری)
۱۲۱۷ (قمری)، هزار و دویست و هفدهمین سال در گاهشماری هجری قمری است. اول محرم این سال برابر با چهارم مه سال ۱۸۰۲ میلادی است.